# Novo Cabrais
Novo Cabrais là một đô thị thuộc bang Rio Grande do Sul, Brasil. Đô thị này có diện tích 192,342 km², dân số năm 2007 là 3766 người, mật độ 19,58 người/km².